# 軟木 (材料)

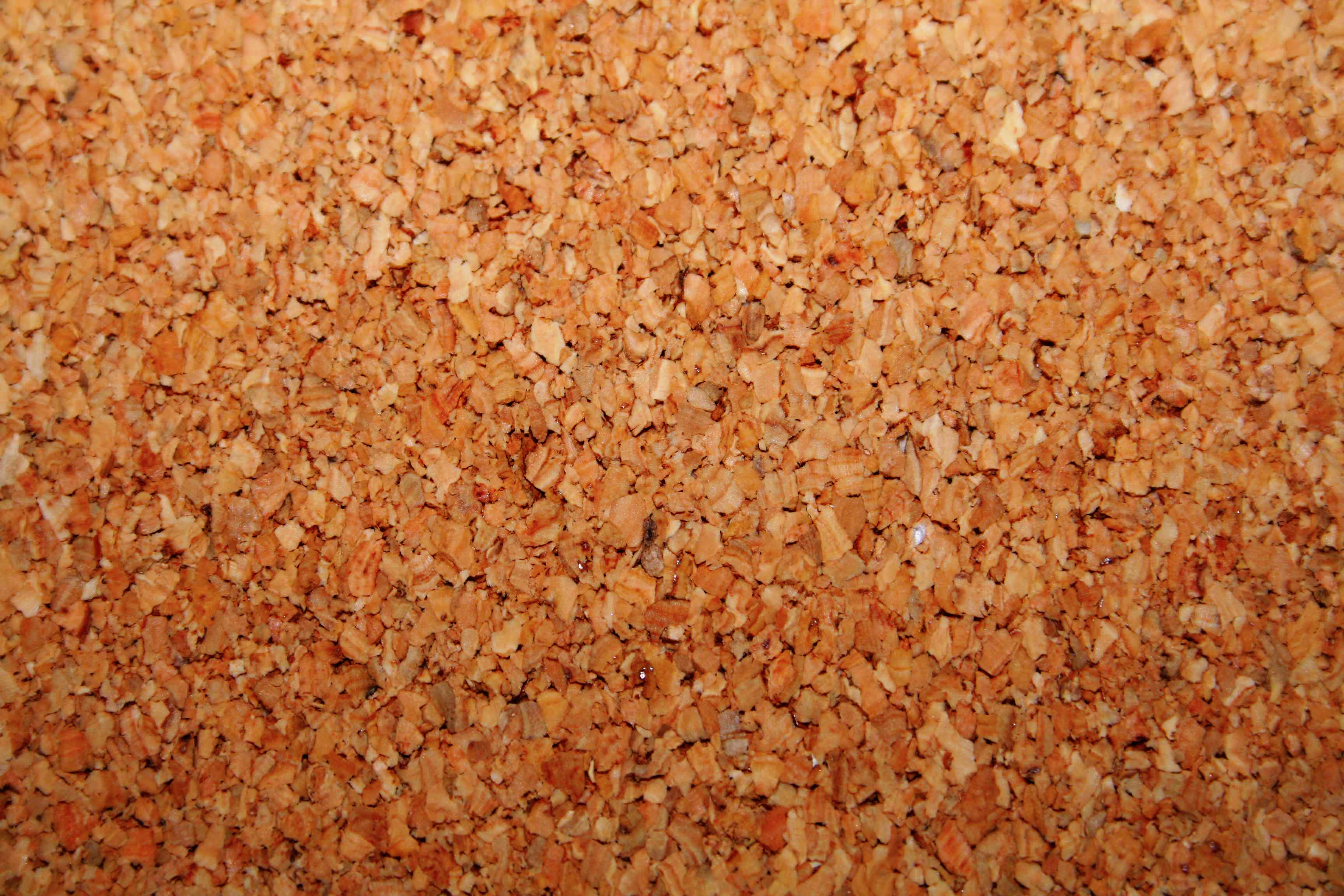
木栓板

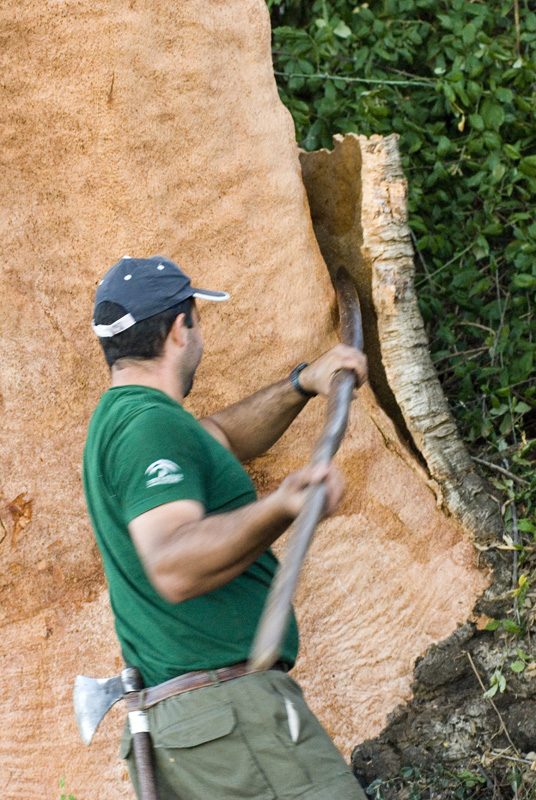
正在采剥木栓的工人

軟木（cork）在植物学中称为木栓（phellem）、木栓层、栓皮，是木本植物树皮的外层保护组织；即由木栓形成层向外分裂分化而产生具栓质化细胞壁的非活细胞的组织，其属于周皮的一部分，不透水，不透气，且起保护作用。
软木为一种不透水的浮力材料，商用軟木主要从产自欧洲西南部与非洲西北部的西班牙栓皮栎（Quercus suber）上采剥。軟木的主要成份为木栓质。由于其疏水、易浮、富有弹性、阻燃等特点，軟木被用于制造许多商品，如葡萄酒瓶软木塞、地板与墙面、垫圈、羽毛球球托、鱼漂等。
葡萄牙的德埃萨（Dehesa）牧场每年的軟木产量大约占全球总产量的一半，而此地的阿莫林軟木（Corticeira Amorim）公司则是全球軟木产业的领导者。
英国博物学家罗伯特·胡克最早通过显微镜对木栓层进行研究，并首次使用“细胞”（cell）一词来描述他在軟木中观察到的小空腔。